# Comuna Bovsunî, Luhînî
Bovsunî (în ucraineană Бовсунівська сільська рада) este o comună în raionul Luhînî, regiunea Jîtomîr, Ucraina, formată din satele Bovsunî (reședința), Dibrova și Solovii.

## Demografie
Componența lingvistică a comunei Bovsunî
     Ucraineană (98,63%)
     Rusă (1,37%)
Conform recensământului din 2001, majoritatea populației comunei Bovsunî era vorbitoare de ucraineană (98,63%), existând în minoritate și vorbitori de rusă (1,37%).